# 高瀨愛實
高瀨愛實（日语：／ Takase Megumi，1990年11月10日—），日本女子足球運動員，目前效力於INAC神戶雌獅，位置前鋒。她是2011年女子世界盃足球賽奪冠成員之一。
姊姊高瀨行祈和哥哥高瀨証也都是足球員，分別在北海道北方女神以及盛岡仙鶴踢球。

## 經歷
中學時參加北海道的地方球隊釧路自由創意，後來被選入北海道U-15代表隊，參加全日本女子青少年足球選手權大會。畢業後，與姊姊一樣就讀北海道文教大學明清高等學校，並參加北海道女子足球聯賽、北海道女子足球選手權、北海道高等學校女子足球選手權、北海道女子青年選手權等許多比賽，在聯賽中連續兩年成為進球最多的選手。
2009年，加盟INAC神戶雌獅。在第一個賽季當中，出賽19場便攻入16球，緊追當季進球王安藤梢的18球，賽季結束後獲頒新人王。同年代表日本
參加2009年亞足聯U19女子青年錦標賽獲得冠軍，也取得2010年U20女子世界盃的資格。
2010年1月，以19歲之齡入選日本女子國家隊。2011年6月，參加2011年女子世界盃足球賽，在準決賽對瑞典的比賽第86分鐘時與大野忍替換上場。2012年3月，2012年阿爾加維杯對美國的比賽她替補上陣，攻入全場唯一進球，幫助日本擊敗對手，這場比賽是除了2011年女子世界盃足球賽決賽日本於互射十二碼打敗美國，第一次在正規比賽時間內對美國的勝利。

## 成績
| 球隊         | 賽季     | 聯賽 | 聯賽 | 盃賽 | 盃賽 | 聯賽盃 | 聯賽盃 | 總計 | 總計 |
| 球隊         | 賽季     | 出賽 | 進球 | 出賽 | 進球 | 出賽   | 進球   | 出賽 | 進球 |
| ------------ | -------- | ---- | ---- | ---- | ---- | ------ | ------ | ---- | ---- |
| INAC神戶雌獅 | 2009     | 19   | 16   | 3    | 1    | -      | -      | 22   | 17   |
| INAC神戶雌獅 | 2010     | 18   | 8    | 4    | 3    | 3      | 1      | 25   | 12   |
| INAC神戶雌獅 | 2011     | 15   | 2    | 4    | 3    | -      | -      | 19   | 5    |
| INAC神戶雌獅 | 總計     | 52   | 26   | 11   | 7    | 3      | 1      | 66   | 34   |
| 生涯總計     | 生涯總計 | 52   | 26   | 11   | 7    | 3      | 1      | 66   | 34   |

## 國家隊生涯
日本女子U-20
- 2010年U20女子世界盃

日本女子國家隊
- 2010年亞洲運動會
- 2011年女子世界盃足球賽
- 2012年奧林匹克運動會

### 國家隊進球
| #  | 日期          | 地點       | 對手     | 比分 | 勝負 | 賽事                     |
| -- | ------------- | ---------- | -------- | ---- | ---- | ------------------------ |
| 1. | 2010年1月21日 | 智利       | 哥伦比亚 | 4-2  | 勝   | 2010年BICENNTENIAL女子盃 |
| 2. | 2010年2月11日 | 日本東京   | 中華臺北 | 3-0  | 勝   | 2010年東亞女子足球錦標賽 |
| 3. | 2010年5月8日  | 日本松本   | 墨西哥   | 4-0  | 勝   | 友誼賽                   |
| 4. | 2010年5月22日 | 中國成都   | 泰國     | 4-0  | 勝   | 2010年女子亞洲盃足球賽   |
| 5. | 2012年3月5日  | 葡萄牙法魯 | 美国     | 1-0  | 勝   | 2012年阿爾加維杯         |

## 榮譽
俱樂部
- L聯賽

冠軍 (1): 2011
- 全日本女子足球選手權大會

冠軍 (2): 2010, 2011
國家隊
- 女子世界盃足球賽

冠軍 (1): 2011
- 亞洲運動會

金牌 (1): 2010
- 東亞女子足球錦標賽

冠軍 (1): 2010
- 亞足聯U19女子青年錦標賽

冠軍 (1): 2009
- 奧林匹克運動會

銀牌 (1): 2012

## 外部連結
- 高瀬 愛実 | INAC神戸レオネッサ （页面存档备份，存于） （日語）